# Няровский Камень
Ня́ровский ка́мень — гора на Среднем Урале, в северо-восточной части Кизеловского района Пермского края. Расположена к югу от горы Шелудяк, к юго-востоку от горы Вогульский Камень, к северо-западу от горы Ослянка.

## География
Имеет округлую конусообразную форму, с севера на юг достигает 3,5 км. Гребень узкий, выровненный. Высота над уровнем моря 773 метра, склоны некрутые, наибольшую крутизну имеет западный склон. Склоны горы обеспечивают питанием притоки реки Косьва: реки Няр (на западном склоне) и Гашковка (на восточном склоне). Гора покрыта пихтовым лесом, за исключением западного склона, где посреди леса находятся крутые скальные участки, а у основания склона расположены старые вырубки.

## Этимология названия
Название дано по реке Няр.